# 毛头银背藤
毛头银背藤（学名：Argyreia eriocephala）为旋花科银背藤属的植物。分布于中国大陆的云南等地，生长于海拔1,300米的地区，常生于林中以及灌丛草地，目前尚未由人工引种栽培。